# Định Tân
Định Tân là một xã nằm hướng đông bắc của huyện Yên Định. 

## Địa giới
Phía bắc giáp với sông mã, bên kia sông là xã vĩnh hùng huyện vĩnh lộc(Nơi đây là quê hương của chúa trịnh).
Phía đông giáp xã định tiến.
Phía nam giáp xã định bình
phía tây giáp xã định hải
Định tân là xã có truyền trống lâu đời. Xưa kia thời phong kiến là một trong những của ngõ nối trung du với đồng bằng. Xã có địa thế rồng cuộn hổ chầu, sơn thủy hữu tình. Một bên là núi một bên là sông lớn, lấy thế núi tựa vào sông.